# Footbag

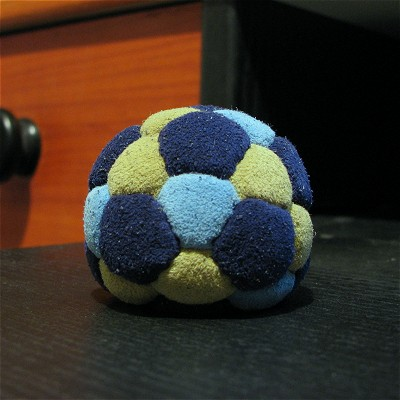
Egy tipikus freestyle footbag

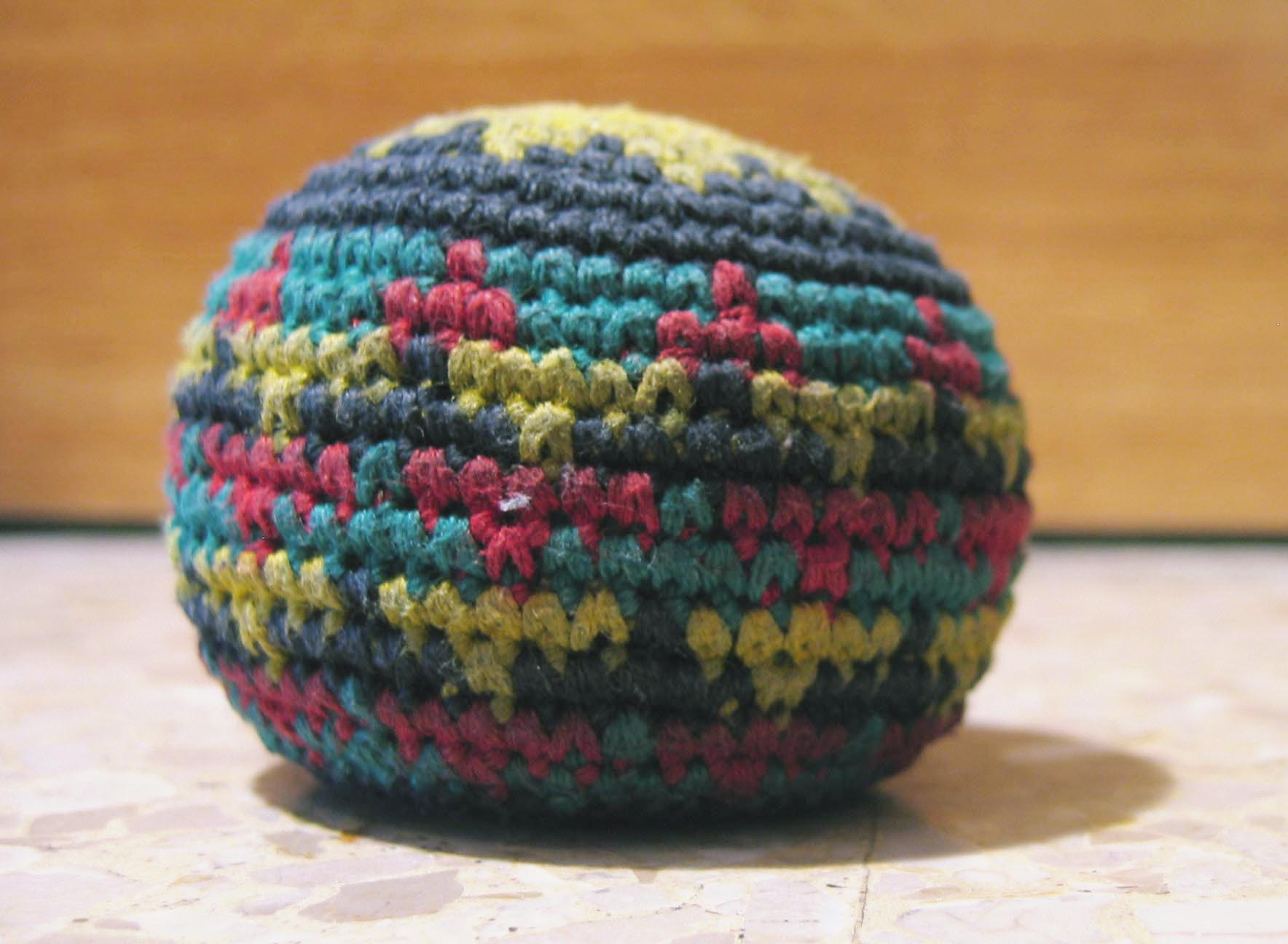
horgolt footbag

A footbag egy kis méretű babbal, homokkal vagy más anyaggal töltött labda, amit több egyéni, vagy csapatsportban használnak. Ezekben a sportokban a labda irányítása nagyrészt lábbal történik, egyes esetekben a test szinte bármely része - a karok kivételével - használható.
A footbag ugyanakkor egy gyűjtőnév a footbaget használó sportokra, ilyen például a footbag freestyle, a footbag net vagy a footbag golf.
A footbag mint labda, és mint a sportok gyűjtőneve széles körben ismert "heki"-ként is, valójában ez a név a "hacky sack"-ből ered, ami egy régóta ismert amerikai footbag márka neve.

## Történet
A footbag története sokkal régebbre nyúlik vissza, mint azt sokan gondolnák. Hasonló játékot játszottak az amerikai bennszülöttek, az inkák, a kínaiak, és még sorolhatnánk. Kevesen tudják, de Mike Marshallnak is egy amerikai bennszülött mutatta meg először ezt az elfoglaltságot. Amikor John Stalberger térdműtéte után "lábadozott", Mike segített neki megmozgatni az izmait különös erőfeszítések nélkül. "Hack the Sack", azaz rugdossuk a babbal töltött zoknit, mondták egymásnak, és órákat töltöttek el ezzel. Hamarosan mindkét lábukat egyformán tudták már használni, és ahogy egyre több barátot szereztek, egyre többen sajátították el az alapokat.
1975-ben Mike Marshall szívrohamban elhunyt, barátja, John ezután még elszántabban foglalkozott a Hacky Sack-nek keresztelt sport terjesztésével. Megalapították a szövetséget, bemutatókat tartottak országszerte. Mike Marshall neve a mai napig ismerősen cseng minden footbag-es fülében, minden évben a világbajnoki döntő után John Stalberger átadja a "Mike Marshall-díjat" annak az embernek, aki az adott évben a legtöbbet tette a sport népszerűsítéséért. Ezt a díjat 1997-ben kapta meg először egy európai, Justin Sexton, a Finn Footbag Szövetség elnöke.
A footbag, kitalálása óta természetesen rengeteget fejlődött és mára versenyszerű, atletikus sporttá vált. A nemzetközi footbag játékosok szövetségének segítségével 1979 óta évente rendeznek világbajnokságokat, illetve 1998 óta Európa-bajnokságot is. Emellett természetesen több tucat ország rendez rangos nemzeti, és nemzetközi tornákat, amelyeket évről évre több játékos látogat.

## A footbag múltjaMagyarországon
Magyarországon 2000 tavaszán jelent meg a footbag, és ebben az évben már magyar indulója is volt a Párizsban tartott Európa-bajnokságnak. 2001. február 3-án zajlott le az Első Magyar Footbag Fesztivál, ahol rendkívül nagy volt az érdeklődés az új sport iránt. Hivatalos sportegyesületek, alakultak, először a budapesti Freestall Footbag Klub, majd nem sokkal később a győri Sunshred Footbag Klub, amelyek mai napig az ország hivatalosan bejegyzett egyesületei. Az eseményt természetesen újabb rendezvények követték, az első nagyobb löketet a sportnak hazánkban a 2002-es Európa-bajnokság adta, amit Budapesten rendeztek meg. Ide Európa és a világ élmezőnyét képviselő játékosok is érkeztek, köztük a még abban az évben világbajnokságot nyerő cseh, Vasek Klouda, aki azóta sem vesztette el, világ illetve Európa-bajnoki címét.
A pesti eb-t még több verseny követte, sok ezek közül külföldi, nemegyszer tengerentúli játékosokat is felvonultatott. 2003-ban kezdődött el Győrben Magyarország eddigi leghosszabb nemzetközi versenysorozata, a Mecca Footbag Kupa, amely 2005-től a Sunshred Footbag Open nevet viseli. A verseny  szinte minden évben világszínvonalon híres játékosokat hozott a magyar közönség elé, többek között: a már említett 6-szoros Világ 7-szeres Európa-bajnok Vasek Kloudát, illetve a Világbajnok harmadik helyezett finn, Felix Zengert.
2005 óta évente kerül megrendezésre a Magyar Footbag Tábor, amelynek célja, az ország footbageseinek összefogása, illetve a sportág népszerűsítése, eddig sikeresen.
A footbag tehát Magyarország számára sem közömbös sport, ma szinte minden nagyobb városban találunk hivatalos és nem hivatalos klubokat, illetve játékosokat, akik közül jópáran szép eredménnyel szerepeltek neves európai versenyeken, Európa-, illetve világbajnokságokon. A footbag egy fejlődő sport Magyarországon és a klubok alakulásával és események rendezésével ez a fejlődés folytatódni látszik, remélhetőleg a jövőben is.

## A footbag legnépszerűbb fajtái

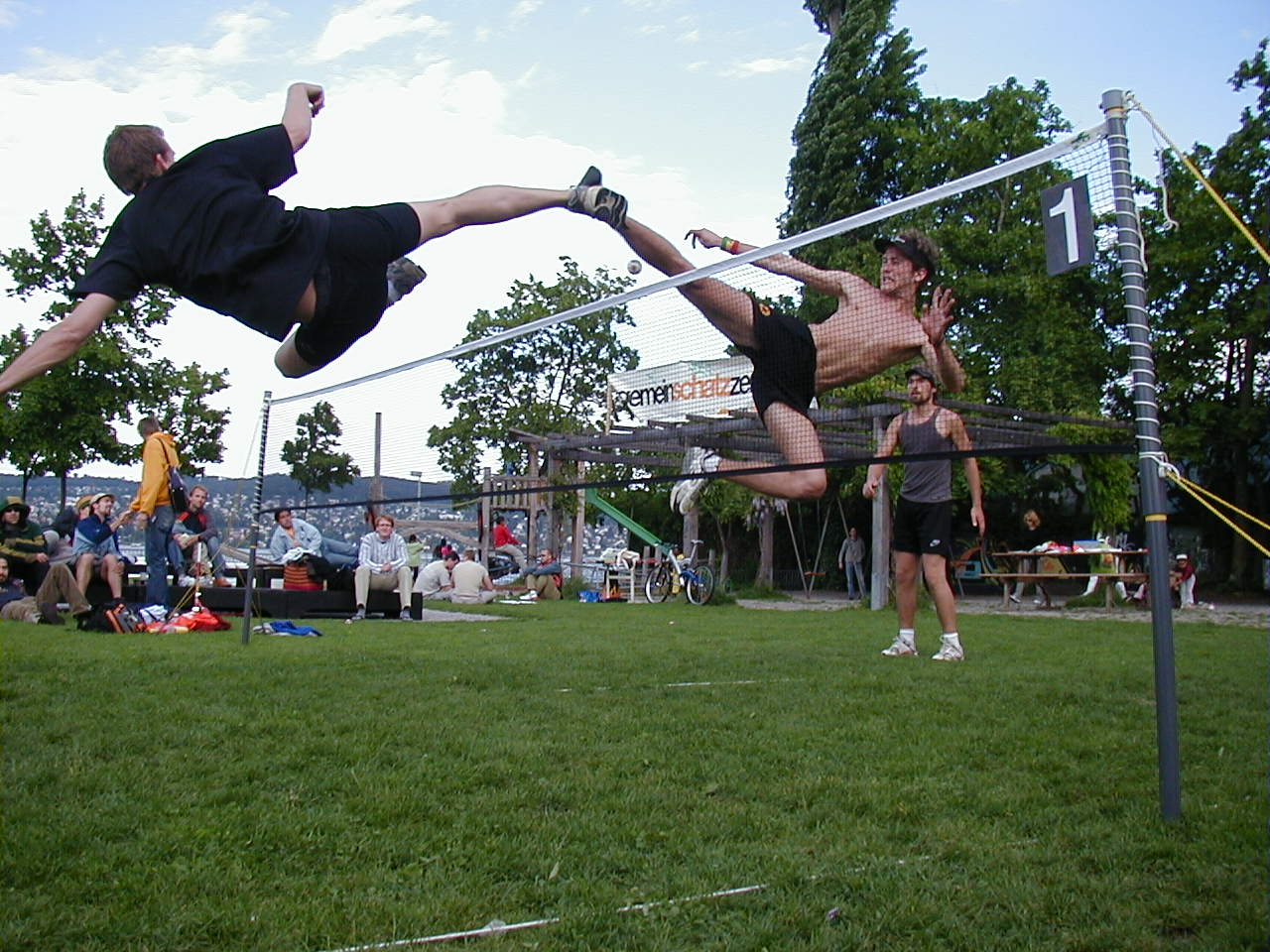
Háló feletti akció

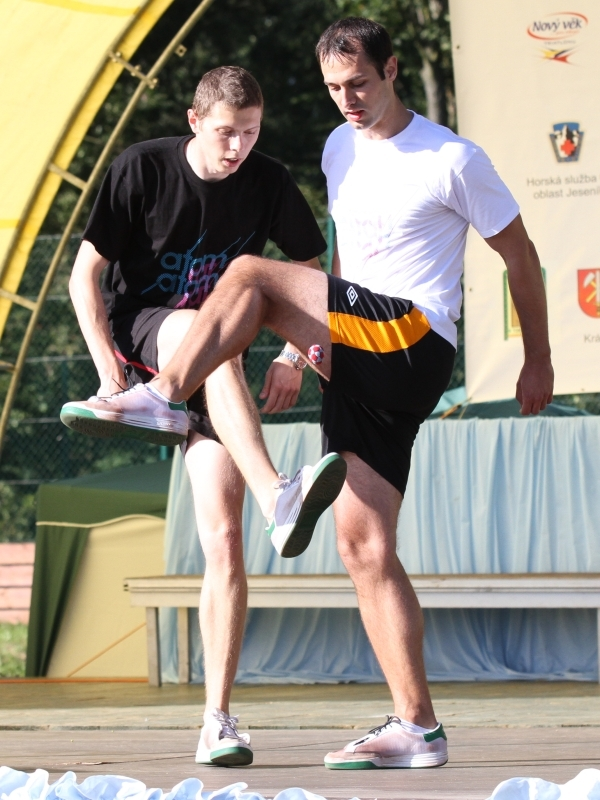
Páros freestyle bemutató

### Footbag Freestyle
A versenyeken általában a freestyle, azaz a szabadgyakorlat a "legfontosabb" versenyszám, hiszen ez a leglátványosabb. Itt egyéni, illetve páros kategóriák vannak. A cél az, hogy a megadott idő alatt, ami általában 2-3 perc, minél több trükköt mutasson be a játékos minél kevesebb ejtéssel. A háttérzene nagyon fontos része a koreográfiának, hiszen az adja a ritmust. A művészi kivitelezés is fontos, legalább annyira, mint a trükkök nehézsége és változatossága.

### Footbag Net
A hálójáték, avagy Net Game is gyakori a versenyeken, ezt is egyéni, illetve páros kategóriákra osztják. Egy tollaslabda pályán rugdossák a szokásosnál keményebb, de mindenképpen gömbölyű footbag-et a strandröplabda szabályainak megfelelően. Ez szintén látványos, hiszen kevés ember tud felugrani a levegőbe, ott pontosan elrúgni a footbag-et 80–100 km/h sebességgel, mindezt a 153 cm magas háló felett.

### Footbag Golf
A Golf hasonló az ismert játékhoz, de itt lábbal játsszák meg a footbag-et. A lyukakat kúp alakú "tartók" helyettesítik, ezekbe kell minél kevesebb rúgással belejuttatni a labdát különböző akadályokon, kerülőkön ("dogleg") keresztül.

### Consecutive
A Consecutive versenyszámban váltott lábbal kell dekázni, 5 perc alatt minél többször kell beleérni a bag-be (a világrekord 1019, ami több, mint 3 rúgás másodpercenként!).

## Hivatalos magyar klubok
- Freestall Footbag Club, Budapest https://web.archive.org/web/20071012225558/http://freestall.hu/
- Sunshred Footbag Club, Győr http://www.footbag.hu/